# Malnaș-Băi, Covasna
Malnaș-Băi (maghiară Málnásfürdő) este un sat în comuna Malnaș din județul Covasna, Transilvania, România. Stațiunbe balneoclimaterică cu ape minerale carbogazoase, feruginoase, bicarbonatate, sodice, calcice, magneziene, hipotone, izotone și bicarbonatate, clorurate, sodice, carbogazoase, hipotone; recomandate în cura afecțiunilor digestive și renale.

## Acces
Principala cale de acces în Malnaș-Băi este pe drumul european E 575 (DN 12). Localitatea are stație de cale ferată pe linia 400.

## Izvorul Maria din Malnaș Băi
Recunoscută de sute de ani pentru proprietățile terapeutice este apa Izvorului Maria, folosită chiar de Franz Joseph al Austriei pentru tratarea afecțiunilor sale. În prezent, apa este îmbuteliată și comercializată sub denumirea Malnaș Aqua Telluris și este folosită în tratarea afecțiunilor gastro-intestinale și pentru echilibrarea nivelului acido-bazic din organism.

## Istoricul localității
Cele mai vechi dovezi despre locuitorii așezământului de la confluența pârâului Șomoș cu râul Olt datează din anul 4460 î.Hr., arheologii descoperind aici vase de ceramică aparținând culturilor Coțofeni și Wietenberg. Prima mențiune documentară a stațiunii Malnaș-Băi apare însă abia în 1759, în timpul unui recensământ.
Faima băilor de la Malnaș a crescut în a doua jumătate a secolului XIX, odată cu investițiile mai multor familii nobiliare maghiare. În 1873, Malnaș-Băi a primit oficial statutul de stațiune balneară. La acea vreme, aici funcționau băile Venus, bogate în dioxid de carbon, baia feruginoasă Neptun, băile calde feroase și cele pe bază de nămol.
Pe lângă băile terapeutice, medicii recomandau apa izvorului Maria de la Malnaș pentru cure interne, în tratarea afecțiunilor digestive și respiratorii. În 1903 Ministerul de Interne al Regatului Ungariei a atestat prin decret proprietățile curative ale izvorului Maria, certificat ca sursă naturală de apă minerală cu efecte medicinale. Un an mai târziu societatea pe acțiuni Siculia, deținută de o familie nobiliară din Budapesta, a dezvoltat propria linie de îmbuteliere a apei minerale din izvorul Maria. Astfel, la începutul secolului XX, apa de la Malnaș era comercializată în 34 de orașe din 6 țări: România, Ungaria, Austria, Italia, Bulgaria și Turcia. Proprietățile curative ale apei  au fost testate chiar de Franz Joseph al Austriei, pentru tratarea laringitei, la îndemnul medicului său.
Despre frumusețile stațiunii și beneficiile curelor de la Malnaș-Băi au scris poetul Ion Minulescu și criticul literar Perpessicius.
Băile terapeutice și fabrica de îmbuteliere a apei minerale au reprezentat principala sursă de venituri pentru populația din zonă până în anul 1989. După căderea regimului comunist, soarta stațiunii a intrat în derivă. Încercarea autorităților de a atrage un grup de investitori suedezi a eșuat, iar stațiunea Malnaș a fost complet abandonată. Băile reci amenajate cu mai bine de două secole înainte de localnici, dar și micul muzeu Casa Satului au fost demolate, iar apa minerală din izvorul Maria a dispărut de pe piață. În 2013, în urma unor investiții considerabile în reabilitarea izvorului și în renovarea fabricii de îmbuteliere, apa minerală a izvorului Maria a primit o nouă identitate: Malnaș Aqua Telluris – un produs terapeutic într-un ambalaj inovator din ceramică, menit să conserve proprietățile care i-au adus faima secole de-a rândul.

## Obiective turistice
La Malnaș pot fi vizitate mai multe monumente de cult: Biserica Catolică din secolul al XIX-lea, Biserica Ortodoxă Nașterea Maicii Domnului (în altar se află o icoană cu foiță de aur și argint reprezentând-o pe Maica Domnului Îndurerată. Icoana a fost adusă de la Muntele Athos de un creștin din Rusia, după ce a fost salvată de sub dărâmăturile unei mănăstiri bombardate) și Biserica Reformată.
Turiștii interesați de drumeții au posibilitatea de a alege mai multe trasee marcate pentru a ajunge în Munții Bodoc și Baraolt. În stațiune, se mai pot vizita izvoarele Mioara și Ileana și fostele băi terapeutice.